# 게임랜드
게임랜드는 쥬니어네이버에서 2000년에 변경된 게임 서비스를 운영하고 있다. 게임랜드는 2014년 신버전이고, 2019년 2월 28일까지 게임랜드가 모든 서비스가 종료되었다.

## 연혁
- 2000년 : 게임랜드 접속 서비스 중
- 2014년 : 신버전 변경
- 2019년 : 기존에 게임랜드 서비스 종료.